# Essendon West
Essendon West ist ein Stadtteil der australischen Metropole Melbourne, 11 km nordwestlich der Innenstadt. Er grenzt im Westen an das Steele Creek, im Norden an die Rosehill Road, im Osten an die Afton Street und die Hoffmans Road und im Süden an den Maribyrnong River. Der Stadtteil besteht hauptsächlich aus Wohngebieten.
Das Postamt von Essendon West eröffnete 1924.